# Drosophila sargakhetensis
Drosophila sargakhetensis är en tvåvingeart som beskrevs av Joshi, Fartyal och Singh 2005. Drosophila sargakhetensis ingår i släktet Drosophila och familjen daggflugor.
Artens utbredningsområde är Indien.